# Pistola LIDAR

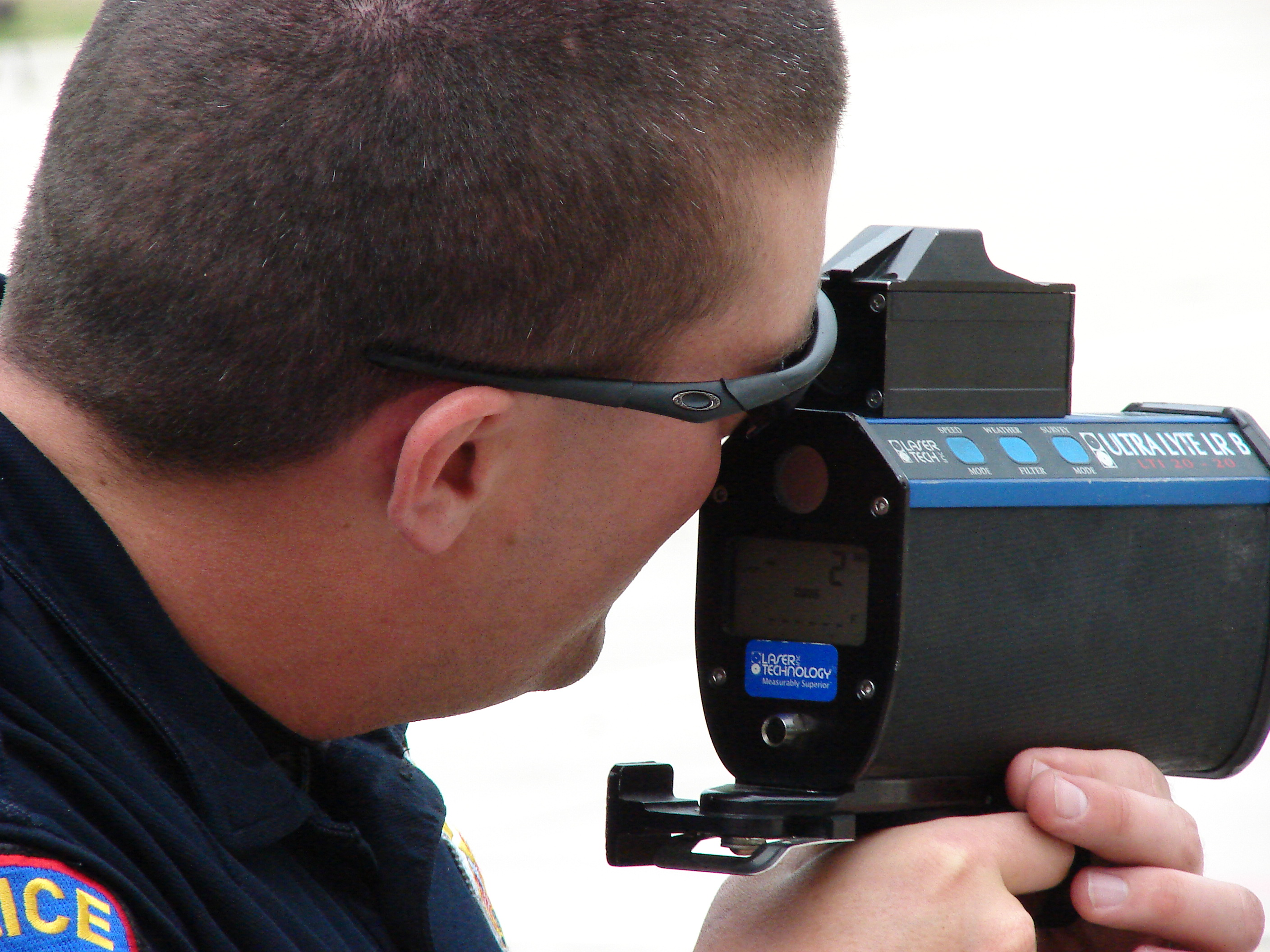
Agent de policia emprant un dispositiu de detecció de velocitat lidar de mà.

La pistola LIDAR té un ampli ventall d'aplicacions; una d'elles és l'ús en el trànsit per controlar el límit de velocitat. En el seu ús com càmera de trànsit la tecnologia Lidar ha estat substituint gradualment el radar des de l'any 2000. Els dispositius actuals estan dissenyats per automatitzar tot el procés de detecció de velocitat, identificació del vehicle, identificació del conductor i documentació probatòria.

## Història
Jeremy Dunn (Laser Technology Inc.) va desenvolupar un dispositiu lidar policial el 1989, i el 2004 el 10% de les vendes nord-americanes de dispositius de control de trànsit van augmentar fins al 30% el 2006, donats els avantatges del lidar, fa que la majoria de les vendes actuals siguin d'aparells Lidar, tot i que encara s'estan venent sofisticades unitats de radar.

## Avantatges del lidar sobre el radar
El radar té una gran divergència de feix de senyal, de manera que no es pot apuntar cap vehicle individual, la qual cosa requereix una habilitat, entrenament i certificació importants de l'operador per tal d'estimar visualment la velocitat per localitzar un infractor en un flux de trànsit, i els infractors poden utilitzar com a defensa que la detecció de l'excés de velocitat era d'un altre vehicle. El radar registrarà la velocitat de qualsevol objecte en el seu camp, per exemple, un arbre que es balanceja o un avió que passa per sobre. El LIDAR en cavi, té un feix de senyal molt estret, de manera que és fàcil dirigir-lo només a un vehicle.
Lidar té un feix estret i s'orienta fàcilment a un vehicle individual, eliminant així la necessitat d'estimacions visuals, i alguns models poden fer una foto de la matrícula, a part de la velocitat mesurada, en el moment que enregistren la violació de velocitat. L'estimació de la velocitat triga menys de mig segon, cosa que, juntament amb el feix estret i orientat, fa que els vehicles ofensius tinguin poc temps d'avís fins i tot quan utilitzen un dispositiu detector. Lidar pot mesurar la distància entre vehicles així detectar els infractors que guarden una distància de seguretat massa curta. D'altra banda, no es pot mesurar la velocitat d'un vehicle amagat darrere un altre vehicle.

## Especificacions LIDAR
L'Administració Nacional de Seguretat del Trànsit en Carreteres (NHTSA) del Departament de Transport dels EUA ha emès especificacions per als dispositius lidar, una llista de productes conformes, i directrius pel que fa a la implementació de l'aplicació del trànsit.
Un dispositiu típic aprovat per la NHTSA pesa menys de 2 quilograms, funciona amb bateria, té una precisió de detecció de velocitat +2 km/h i -3 km/h, precisió de distància +- 0,3 metres a 90 metres i abast mínim de 300 metres. Els dispositius han de ser capaços de complir aquests estàndards de precisió mentre estan exposats a temperatures ambient entre -30 °C i 60 °C, humitat relativa del 90% a 37 °C i radiació electromagnètica ambiental de la carretera urbana normal. El rang de velocitats necessaris per ser detectat amb precisió és de 16 km/h fins a 320 km/h. En algunes jurisdiccions, les infraccions de velocitat han de ser documentades pel dispositiu amb una imatge gravada que mostri la matrícula, la ubicació, la velocitat, la data, l'hora i la identificació de l'operador, algunes unitats identifiquen el conductor per imatge i registren la direcció del viatge. La llum emesa ha d'estar en el rang d'infrarojos, complir amb els estàndards de seguretat ocular i tenir una repetició de pols inferior a un kHz amb una divergència del feix inferior a 5 mil·liradians.

## Principi
Un dispositiu lidar típic aprovat per la NHTSA emet impulsos de llum làser de 30 ns amb una longitud d'ona de 905 nm i 50 miliwatts de potència amb una divergència del feix de 3 miliradians. La potència és prou baixa per garantir que no es produeixin danys oculars. Al 905 longituds d'ona nm, IEC 60825-1 Edició 2.0 permet una energia màxima per pols de 0,5uJ.
La llum viatja aproximadament 30 cm per ns, de manera que cada pols té una longitud d'uns nou metres. A una distància objectiu de 300 metres, els impulsos de llum triguen 2.000 ns a completar el viatge d'anada i tornada. L'interval de temps entre impulsos no és inferior a un milió de ns, proporcionant temps per fer una estimació de la distància a partir de cada pols. Es prenen fins a diversos centenars de lectures de pols durant un període inferior a mig segon i s'utilitzen per estimar el canvi de distància al llarg del temps, estimant així la velocitat del vehicle. La llum de retorn es filtra per excloure la llum que no es troba en el rang de longitud d'ona 899 nm a 909 nm. Un algorisme propietari intern rebutja lectures inexactes; Els mètodes d'evitació de detecció solen intentar sobrecarregar el filtre i persuadir l'algoritme de rebuig d'errors perquè rebutgi incorrectament una lectura.

## Límitacions
Les condicions meteorològiques normals tenen un impacte insignificant en el rendiment del dispositiu, però poden impedir la capacitat de l'operador d'orientar un vehicle. Això inclou ocasions en què el sol està directament darrere del vehicle objectiu, a la nit o quan el dispositiu s'utilitza dins d'un vehicle estacionari amb un parabrisa brut, en aquest cas el senyal es podria dispersar. El mal temps pot reduir l'abast del dispositiu i, en particular, la boira intensa el fa inutilitzable
Quan s'utilitza dins d'un vehicle en moviment, el dispositiu mesura la velocitat relativa de la policia i el vehicle objectiu. Igual que el radar, el lidar està subjecte a l'error per efecte cosinus.